# Eden Kai
Eden Kai（イーデン・カイ、本名：鮎澤 悠介（あいざわ ゆうすけ）、1998年9月24日 - ）は、東京都・八王子市出身のギタリスト・ウクレレ奏者、シンガーソングライター、俳優。所属事務所はEDEN KAI LLC。

## 人物
名字の「鮎澤」の正しい読み方は「あゆさわ」ではなく、「あいざわ」である。
芸名の由来について「Eden Kaiの「イーデン」って日本語にするとエデン、楽園、創造という意味があるので色々な場面を想像してもらいたいと思った。「カイ」っていうのは、お母さんが内モンゴル出身で、そこには7つの星があるそうで、一番大きい星が「カイ」らしくそこからつけました。鮎澤悠介ってパッとしないので」と語っている。
東京都八王子市生まれ。ハワイ州ホノルル在住。父はオレゴン州出身の日系アメリカ人、母は内モンゴル出身の中国人。3ヶ国語が飛び交う環境で育ち、日本語、英語、中国語が堪能。
趣味は音楽、観光、読書、映画鑑賞。好きな食べ物はラーメン。嫌いな食べ物はセロリ。好きな異性のタイプは、明るく自信のある人、好きなこともしくは夢に熱中できる人、会話をリードしてくれる人。嫌いな異性のタイプは、元彼、友だち等の陰口を言う人、相手の趣味に興味をまったく示さない人、細かい人、ピリピリしやすい人。

## 来歴
2003年、劇団に入って演技やダンスを習い、子役としてTV番組・CM等に出演。2006年、ESPミュージカルアカデミー（東京）入り。ダンス、ボーカル、ステージ・パフォーマンス等を習い始める。
2010年、初めてのオリジナル曲「世界の友達」 をチャリティー・ソングとしてデビュー。
2011年、アンディ・マッキーのYouTubeを見て、ギターを習い始める。2013年、親の仕事の都合でハワイ移住、現地高校入学。学校になかなか馴染めず、アコースティック・ギターを始める。
2015年、ハワイの各高校の代表が出場するタレント・ショー「Brown Bags to Stardom 2015」大会で優勝。ブルーノ・マーズやジェイク島袋、伊藤由奈などが受賞してきた有名なタレント発掘ショーの2015年チャンピオンを16歳で受賞。ギター・ソロ・デビュー・アルバム『Touch the Sky』をリリース。
2016年4月、『Touch the Sky』がハワイのグラミー賞に相当する「39th Na Hoku Hanohano Awards 2016」において、「Instrumental Album of the Year」にノミネート。 9月、『Touch the Sky』が「Hawaii Music Awards Japan 2016」において、「日本ハワイアン・アルバム特別賞」を受賞。2016 Hawaii Music Awards Japan — Special Recognition Awardも受賞。11月、Netflixのテレビ番組「テラスハウス ALOHA STATE」の初期メンバーとなる。
2017年2月、Netflixのテレビ番組「テラスハウス ALOHA STATE」で披露した卒業ソング「モノガタリ（Monogatari）」をリリース。5月末のプロモーション来日で、プリシラ・アーンのサポートアクトや名古屋のハワイフェス「JST Nagoya HAWAI'I Festival」に出演。6月、日本メジャー・デビュー・アルバム『Music For You』をリリース。7月26日、8月2日にウクレレ教室「Eden Kai ウクレレ・ワークショップ&ライブ体験」を開催。7月29日、「フジロックフェスティバル'17」の木道亭 · 岩盤ステージに出演。大型フェス初出演を果たす。8月、GYAO! SUMMER HOUSE SUNSET TIME ～EDEN KAI～にて初のワンマンライブを開催、8月11日 「Eden KaiのウクレレNight～話題のアーティストによる一夜限りのスペシャルライヴ～by After Work x Cityliving Web」をファンと共に演奏。
2018年2月、Amazonオリジナル『しろときいろ〜ハワイと私のパンケーキ物語〜』にEden役として出演。3月、DANCE EARTH PARTYと初競演。DANCE EARTH PARTY feat. EDEN KAI としてAnuenueをリリース。4月、Motion Blue Yokohamaでソロライブを開催。7月、DANCE EARTH PARTY FESTIVAL '18 WORLD SUMMER PARADISE　2018" LIVE出演。8月、NISEI WEEK SUNSET ON THE PLAZA JAPANGELES 8 YEAR ANNIVERSARY出演。。
2023年6月、デビュー6周年スペシャルライブを開催。京都:RAG LIVE SPOT(6/10)、滋賀:lLake Biwa R cafe(6/11)、東京(八王子):Chinese Dining TRUE(6/17)。

## ディスコグラフィ

### シングル
|     | 発売日         | タイトル                                  | レーベル            | 備考                                                                                    |
| --- | -------------- | ----------------------------------------- | ------------------- | --------------------------------------------------------------------------------------- |
| 1st | 2010年10月24日 | 世界の友達                                | POP LIP             |                                                                                         |
| 2nd | 2017年2月15日  | モノガタリ (Monogatari)                   | Victor 配信限定     | デビューシングル。Netflixのテレビ番組「テラスハウス ALOHA STATE」で披露した卒業ソング。 |
| 3rd | 2018年7月6日   | Be On Your Side                           | Victor 配信シングル |                                                                                         |
| 4th | 2020年1月2日   | Outside Inside                            | 配信シングル        |                                                                                         |
| 5th | 2020年4月17日  | Don't Call                                | 配信シングル        |                                                                                         |
| 6th | 2020年7月23日  | Outside Inside (Kat MacDowell) (Acoustic) | 配信シングル        |                                                                                         |
| 7th | 2020年10月23日 | Beautiful Girl                            | 配信シングル        |                                                                                         |
| 8th | 2021年4月30日  | Friendzone                                | 配信シングル        |                                                                                         |

## 主な出演

### ライブ
- チャリティーライブ石巻（2016年4月16日）
- 熊本・大分 大地震 復興応援チャリティーライブ＆バザー（2016年5月15日）パロロ本願寺
- HAWII MUSIC AWARDS JAPAN 2016 (2016年9月30日）銀座タクト
- PRISCILLA AHN サポートアクト（2017年5月23日）代官山Space Odd
- JST HAWAI'I Festival 2017（2017年5月27日・28日）名古屋市　もちの木広場
- ALOHA TOKYO 2017（2017年7月21日）恵比寿ガーデンプレイス
- REAL HAWAII（2017年7月22日）伊勢丹新宿店
- 湘南アロハデイズ Hawaiian MUSIC & MOVIE Night（2017年7月22日）湘南T-SITE
- SHONAN KING SPECIAL LIVE トレフェス2017（2017年7月23日）大磯ロングビーチ
- フジロックフェスティバル '17（2017年7月29日）GAN-BAN SQUARE, 木道亭 ステージ
- GYAO! SUMMER HOUSE SUNSET TIME ～EDEN KAI～（2017年8月3日）出演
- 第29回なにわ淀川花火大会 FM OH!スペシャルライブ オープニングアクト（2017年8月5日）
- Perspectives：イーデン・カイ × 佐藤魁 トーク＆ライブ（2017年8月9日）Apple 銀座
- Eden KaiのウクレレNight by After Work x Cityliving Web（2017年8月11日）Nagatacho GRID
- みんなの夢大陸マイナビステージ Dream Music Live（2017年8月12日）お台場
- NISEI WEEK FESTIVAL - PARADE（2017年8月19日-20日）LITTLE TOKYO, LOS ANGELES, CALIFORNIA
- EDEN KAI 5-COURSE DINNER / PERFORMANCE / MEET & GREET（2017年9月27日）STRIPSTEAK WAIKIKI at INTERNATIONAL MARKET
- Music For You Live（2018年4月14日）Motion Blue Yokohama
- JST HAWAI'I Festival 2018（2018年5月25日・26日）名古屋市　*オアフ島ステージ *もちの木広場
- COLEMAN OUTDOOR RESORT PARK（2018年6月02日）
- ALOHA TOKYO 2018（2018年6月3日）恵比寿ガーデンプレイス
- アトレ空中花園ウクレレステージ（2018年6月3日）アトレ西館8F
- EDEN KAI weekly live in Akihabara（2018年6月8日,15日,22日,29日）Tokyoite（s）
- EDEN KAI ウクレレワークショップ&ミニライブ（2018年7月8日）キワヤ商会
- WORLD SUMMER PARADISE2018（2018年7月22日）横浜ワールドポーターズ
- PACIFIC BEACH FESTIVAL（2018年9月15日）神奈川・茅ヶ崎サザンビーチ特設会場
- Yoga & Music Festival 「tune」（2019年5月6日）横浜大さん橋ホール
- 『Flavor』（2019年5月20日）代官山 LOOP
- JST NAGOYA HAWAIʻI Festival 2019（2019年5月25日）名古屋市　*オアフ島ステージ *ハワイ島ステージ
- EDEN KAI 2019 Hommecomming Live feat.岩田安由真（2019年5月29日）Tokyoite(s)
- 恵比寿ガーデンプレイス Aloha Tokyo （2019年6月01日）*MAINステージ *LeaLeaステージ
- CORONA SUNSETS FESTIVAL 2019 （2019年7月13日）沖縄・美らSUNビーチ野外特設会場
- ハワイフェア2019!（2019年7月15日）阪急うめだ本店
- Feel Hawii in Ginza （2019年7月18日）松屋銀座
- IBUSUKI SUMMER BREEZE 2019 BEACH FREAK（2019年8月3日）指宿港海岸

### テレビ・ラジオ番組
- テラスハウス ALOHA STATE（2016年11月 - 2017年1月、Netflix・フジテレビ）
- InterFM ラジオ The Vance K Show!（2017年7月27日、InterFM）
- Amazonオリジナル『しろときいろ～ハワイと私のパンケーキ物語〜』（2018年、Amazon Prime） - Eden 役